# Georg von Schönerer
Georg Ritter von Schönerer (Viena, 17 de julio de 1842-Rosenau am Kamp, 14 de agosto de 1921) fue un político austriaco. Fue uno de los principales exponentes del pangermanismo y del nacionalismo alemán en Austria, al igual que un radical antisemita y opositor del catolicismo político.

## Biografía
Nacido el 17 de julio de 1842 en Viena, interrumpió sus estudios en la capital imperial y se trasladó a Dresde. En 1873 entró como parlamentario en el Reichsrat dentro del grupo del Partido Liberal. Schönerer, que en 1879 fundó el Partido Pangermánico, fue en 1882 uno de los postulantes del Programa de Linz. Las ideas pangermánicas de Schönerer, cuyo antisemitismo ya se manifestaría en la década de 1880, estaban vinculadas a su animadversión hacia la dinastía de los Habsburgo y hacia el catolicismo. En 1885 añadiría un punto antisemita extra al Programa de Linz, y el 28 de abril de 1887 llegó a declarar que antisemitismo era el «pilar central de la idea nacional». En 1888 fue detenido y encarcelado durante cuatro meses por cargos de agresión con lesiones. Entre 1897 y 1907 repitió como parlamentario en el Reichsrat.
Falleció el 14 de agosto de 1921 en Rosenau an Kamp.

## Legado
Schönerer fue quizá el portavoz más renombrado de entre quienes divulgaban entre el pueblo austriaco sentimientos antidemocráticos durante los últimos años del Imperio austrohúngaro. La influencia ejercida por sus ideas persistió tiempo después de abandonar la primera línea de la política, contándose el joven Adolf Hitler entre sus más apasionados seguidores.